# Callinectes bellicosus
Callinectes bellicosus é uma espécie de siri que se encontra no Golfo do México.